# Marc Goldberg
Pour les articles homonymes, voir Goldberg.
Marc Goldberg est un dramaturge, metteur en scène, et traducteur français de théâtre.

## Biographie
Philosophe de formation, Marc Goldberg fait ses premiers pas au théâtre dans la Compagnie des Théâtrophages. La troupe monte sa première pièce, Les Rendez-vous, dans une mise en scène de Fabrice de la Patellière et Alexandre de la Patellière en 1993.
Il travaille ensuite cinq ans sur les marchés financiers avant de revenir au théâtre. Il met notamment en scène Lio dans Le Bébé de Marie Darrieussecq, Myriam Boyer dans A Woman of Mystery de John Cassavetes, Bernard Ménez et Patrick d'Assumçao dans l'Anthologie de l'humour noir d'André Breton.
Sa pièce, La Colonne de Frickstein, a été sélectionnée par le Bureau des Lecteurs de la Comédie-Française.
Il a été administrateur du Vingtième Théâtre de 2002 à 2007.
Il a enseigné le théâtre à l'ENSATT et à Sciences Po, à Lasalle School Of The Arts, NAFA et  SOTA pendant son séjour à Singapour entre 2013 et 2019, ainsi qu'à l'Académie de l'Union - École supérieure professionnelle de théâtre du Limousin.
À Singapour, il a traduit et mis en espace Emilie d'Emerald Hill de Stella Kon et Le cercueil est trop grand pour la fosse de Kuo Pao Kun pour le festival de Singapour en France, ainsi que plusieurs spectacles à NAFA, et Lasalle School of the Arts,. Il a également créé Le Clown des Marais avec Jean Lambert-wild en 2016, début d'un compagnonnage qui débouche sur un karaoké poétique donné à Singapour pour le festival Voilah! 2017 puis en France au Théâtre de l'Union, ainsi que de nombreux projets parmi lesquels Le Clown du Ruisseau et La Chanson de Roland.
Il a dirigé Le Voile du Destin de Georges Clemenceau au Ngee Ann Kongsi Theatre de Singapour, en anglais, avec la musique de scène de Gabriel Fauré, pour l'ouverture du Festival Voilah! 2020.
Il vit actuellement en Suisse et co-écrit une série télévisée en six épisodes sur Patrick Haemers.

## Principaux spectacles
- 1998 : Bastien und Bastienne de W. A. Mozart
- 1999 : Delphine et Noémie
- 2000 : Toute seule de Delphine Lacouque
- 2001 : Carmen et Luis de Marc Goldberg
- 2001 : Douce Violence de Raphaël Scheer
- 2001 : Trans-Atlantique de Witold Gombrowicz
- 2002 : Dieu me pardonne ! d'après des poètes musulmans du Moyen Âge
- 2002 : Le Jeu d'Adam et La Farce du cuvier
- 2003 : Un caprice de Bonaparte de Stefan Zweig
- 2003 : Le Café des roses de Carine Lacroix
- 2004 : Le Bébé de Marie Darrieussecq
- 2006 : Le Roux dans la bergerie de Raphaël Scheer
- 2006 : A Woman of Mystery de John Cassavetes
- 2007 : Hors forfait de Delphine Lacouque et Noémie de Lattre
- 2008 : Anthologie de l'humour noir d'André Breton
- 2014 : Le fils de mon père est le père de mon fils, ou Mais que faisais-tu ? de Bertrand Marie Flourez
- 2015 : Deux Monologues Singapouriens, Emilie d'Emerald Hill de Stella Kon et Le cercueil est trop grand pour la fosse de Kuo Pao Kun
- 2015 : Lower Depths de Maxime Gorky
- 2016 : Le Clown des Marais de Jean Lambert-wild (co-créé avec Jean Lambert-wild)
- 2016 : In the Company of Women de Verena Tay
- 2017 : Chalk Circle[s], adapté du Cercle de Craie de Li Qianfu et du Cercle de craie caucasien de Bertolt Brecht, en mandarin et anglais
- 2017 : Further North, Deepest South de Chong Tze Chien
- 2020 : The Veil of Happiness (Le Voile du Bonheur) de Georges Clemenceau
- 2020 : La Chanson de Roland, avec Jean Lambert-wild et Lorenzo Malaguerra

## Principaux textes
- 1992 : Les Rendez-vous, mis en scène par Fabrice de la Patellière et Alexandre de la Patellière
- 2003 : Avec douleur, s'il vous plaît !, mis en scène par Marc Goldberg
- 2009 : La Colonne de Frickstein, publié aux Éditions Les Cygnes
- 2017 : Scents of Josephine, mis en scène par Samzy Jo au Drama Center de Singapour[23]
- 2019 : The Brook's Clown, avec Koh Hong Teng et Jean Lambert-wild, publié par Achates 360 à Singapour
- 2019 : Les Cocottes en Sucettes, mis en scène par Lorenzo Malaguerra[24]

## Principales traductions
- 1996 : Le Cahier Bleu et le Cahier Brun de Ludwig Wittgenstein, avec Jérôme Sackur, Collection Blanche, Gallimard
- 2006 : A Woman of Mystery de John Cassavetes, avec Louise Vincent
- 2014 : Les Troyennes de Mark Ravenhill, publié par Les Solitaires Intempestifs, mis en scène par  Jean-Pierre Vincent aux  Nuits de Fourvière[25]
- 2015 : Deux Monologues Singapouriens, Emilie d'Emerald Hill de Stella Kon et Le cercueil est trop grand pour la fosse de Kuo Pao Kun, Éditions Les Cygnes
- 2017 : Aegri Somnia de Jean Lambert-wild[26]
- 2017 : Hors du Sommeil et de l'Ombre et La Nuit de Simhat Torah de Peter Barnes, avec Gisèle Joly, lus au Théâtre Nouvelle Génération[27]
- 2017 : La Réunification des Deux Corées de Joël Pommerat, mis en espace par Jacques Vincey pour le festival Voilah! 2017[28]
- 2020 : La Chanson de Roland - La bataille de Roncevaux, avec Jean Lambert-wild, publié par Les Solitaires Intempestifs

## Principaux rôles
- 2012 : Le Professeur dans Un destin résolument moderne de David Ajchenbaum(théâtre)
- 2014 : William Farquhar dans Lines Divide de Kent Chan (cinéma)
- 2014 : Dr Barak Al Hadad dans Firasat, saison 1 et 2, sur Mediacorp Suria (série)
- 2015: William dans Selfie de Mikael Teo (cinéma)
- 2016 : Smusse dans Le Clown des Marais (théâtre)
- 2016 : Mr Boyce dans Crimewatch, épisode 3 sur Mediacorp (série)
- 2017 : Emilio dans Menantu International, saison 2, épisodes 8-9, sur Mediacorp Suria (série)
- 2019 : Doktor Graff dans Les Cocottes en Sucettes, au Théâtre du Crochetan